# 久能村
久能村（くのうむら）は静岡県の中部、有渡郡・安倍郡に属していた村である。現在の静岡市駿河区東部、久能山東照宮周辺から西側一帯にあたる。

## 地理
- 山：久能山、有度丘陵

## 歴史
- 1889年（明治22年）4月1日 - 町村制の施行により、西平松村、中平松村、古宿村、根古屋村、青沢村、安居村が合併して有渡郡久能村が発足。大谷村と町村組合を結成し、同村に組合役場を設置。
- 1896年（明治29年）4月1日 - 郡制の施行により、所属郡が安倍郡に変更。
- 1934年（昭和9年）10月1日 - 静岡市に編入。同日久能村廃止。
- 2005年（平成17年）4月1日 - 静岡市が政令指定都市に移行し、旧村域は駿河区となる。

## 名所・旧跡・観光スポット・祭事・催事
- 久能山東照宮